# Легка атлетика на літніх Олімпійських іграх 2024 — спортивна ходьба на 20 кілометрів (чоловіки)
Змагання зі спортивної ходьби на 20 кілометрів серед чоловіків на літніх Олімпійських іграх 2024 у Парижі проходили 1 серпня на кільцевій шосейній трасі (довжина кільця — 1 км), прокладеній біля Палацу Шайо.

## Кваліфікація
Світова легка атлетика встановила квоту в 48 атлетів, які могли взяти участь у олімпійських змаганнях зі спортивної ходьби на 20 кілометрів. Від кожної країни могло бути заявлено не більше трьох атлетів у дисципліні. Квота була сформована за рахунок атлетів, які показали на визначених змаганнях кваліфікаційний норматив (1:20.10) упродовж періоду з 31 грудня 2022 до 30 червня 2024. Решта атлетів добиралася для заповнення встановленої квоти за рейтингом Світової легкої атлетики зі спортивної ходьби на 20 кілометрів.

## Напередодні старту
Основні рекордні результати на початок змагань:
| WR | Судзукі Юсуке Японія | 1:16.36 | Номі   | 15 березня 2015 |
| OR | Чень Дін КНР         | 1:18.46 | Лондон | 4 серпня 2012   |
| WL | Ікеда Кокі Японія    | 1:16.51 | Кобе   | 18 лютого 2024  |

## Результати
| Місце | Атлет                        | Час     | Примітки |
| ----- | ---------------------------- | ------- | -------- |
| 1     | Браян Пінтадо (ECU)          | 1:18.55 |          |
| 2     | Каю Бонфін (BRA)             | 1:19.09 |          |
| 3     | Альваро Мартін (ESP)         | 1:19.11 |          |
| 4     | Массімо Стано (ITA)          | 1:19.12 |          |
| 5     | Еван Данфі (CAN)             | 1:19.16 |          |
| 6     | Вакума Місгана (ETH)         | 1:19.31 | NR       |
| 7     | Ікеда Кокі (JPN)             | 1:19.41 |          |
| 8     | Кога Юта (JPN)               | 1:19.50 |          |
| 9     | Орельян Кіньйон (FRA)        | 1:19.56 | PB       |
| 10    | Чжан Цзюнь (CHN)             | 1:19.56 |          |
| 11    | Деклан Тінгей (AUS)          | 1:19.56 | SB       |
| 12    | Рідіан Каулі (AUS)           | 1:20.04 |          |
| 13    | Ноель Чама (MEX)             | 1:20.19 | NR       |
| 14    | Рікардо Ортіс (MEX)          | 1:20.27 |          |
| 15    | Давід Уртадо (ECU)           | 1:20.30 |          |
| 16    | Каллум Вілкінсон (GBR)       | 1:20.31 |          |
| 17    | Пол Мак-Грат (ESP)           | 1:20.32 |          |
| 18    | Хаманісі Ре (JPN)            | 1:20.33 |          |
| 19    | Крістофер Лінке (GER)        | 1:20.35 |          |
| 20    | Франческо Фортунато (ITA)    | 1:20.38 |          |
| 21    | Персеус Карлстрем (SWE)      | 1:21.05 |          |
| 22    | Семюел Гатімба (KEN)         | 1:21.26 | SB       |
| 23    | Лео Кепп (GER)               | 1:21.36 |          |
| 24    | Габріель Бордьє (FRA)        | 1:21.40 |          |
| 25    | Хорді Хіменес (ECU)          | 1:21.44 |          |
| 26    | Луїс Генрі Кампос (PER)      | 1:22.00 | SB       |
| 27    | Артур Бжозовський (POL)      | 1:22.11 |          |
| 28    | Макс Гонсалвес (BRA)         | 1:22.16 |          |
| 29    | Махер бен Хліма (POL)        | 1:22.34 |          |
| 30    | Вікаш Сінгх (IND)            | 1:22.36 |          |
| 31    | Лі Яньдун (CHN)              | 1:22.46 |          |
| 32    | Велі-Матті Партанен (FIN)    | 1:22.56 |          |
| 33    | Дієго Гарсія (ESP)           | 1:23.10 |          |
| 34    | Домінік Черний (SVK)         | 1:23.25 |          |
| 35    | Кайл Свон (AUS)              | 1:23.32 |          |
| 36    | Ван Чжаочжао (CHN)           | 1:23.40 |          |
| 37    | Парамджит Сінгх Бішт (IND)   | 1:23.48 |          |
| 38    | Хосе Баррондо (GUA)          | 1:24.17 |          |
| 39    | Матеус Корреа (BRA)          | 1:24.25 |          |
| 40    | Ігор Главан (UKR)            | 1:24.52 |          |
| 41    | Ріккардо Орсоні (ITA)        | 1:25.08 |          |
| 42    | Чхве Пен Кан (KOR)           | 1:26.15 |          |
| 43    | Ерік Баррондо (GUA)          | 1:26.19 |          |
| 44    | Мате Гелебрандт (HUN)        | 1:27.17 |          |
| 45    | Саліх Коркмаз (TUR)          | 1:29.05 | SB       |
| 46    | Бенце Веньєрчан (HUN)        | 1:29.14 |          |
|       | Сезар Аугусто Родрігес (PER) | DNF     |          |
|       | Акшдіп Сінгх (IND)           | DNF     |          |
|       | Хосе Луїс Доктор (MEX)       | DQ      |          |

## Відео
- Відеозвіт на YouTube